# Acerateri
L'acerateri (Aceratherium) fou un gènere de rinoceronts de la tribu dels aceraterinis. Visqué a Àfrica i Àsia des de l'Oligocè fins al Pliocè, entre fa 33,9 i 3,4 milions d'anys. Va assolir els 2,3 m de longitud, una alçada d'uns 120 cm i un pes de gairebé 1 tona.

## Taxonomia
Aceratherium va ser encunyat per Kaup (1832) per «Rhinoceros incisivum» (Cuvier, 1822) sobre la base de la similitud de dos cranis d'Eppelsheim (Alemanya) amb la dent incisiva holotip de Weisenau en l'estructura dental. Tanmateix, la dent de Weisenau ha estat reconeguda com pertanyent a un membre de Teleoceratini, tot i que el nom Aceratherium ha estat àmpliament utilitzat per als cranis d'Eppelsheim.

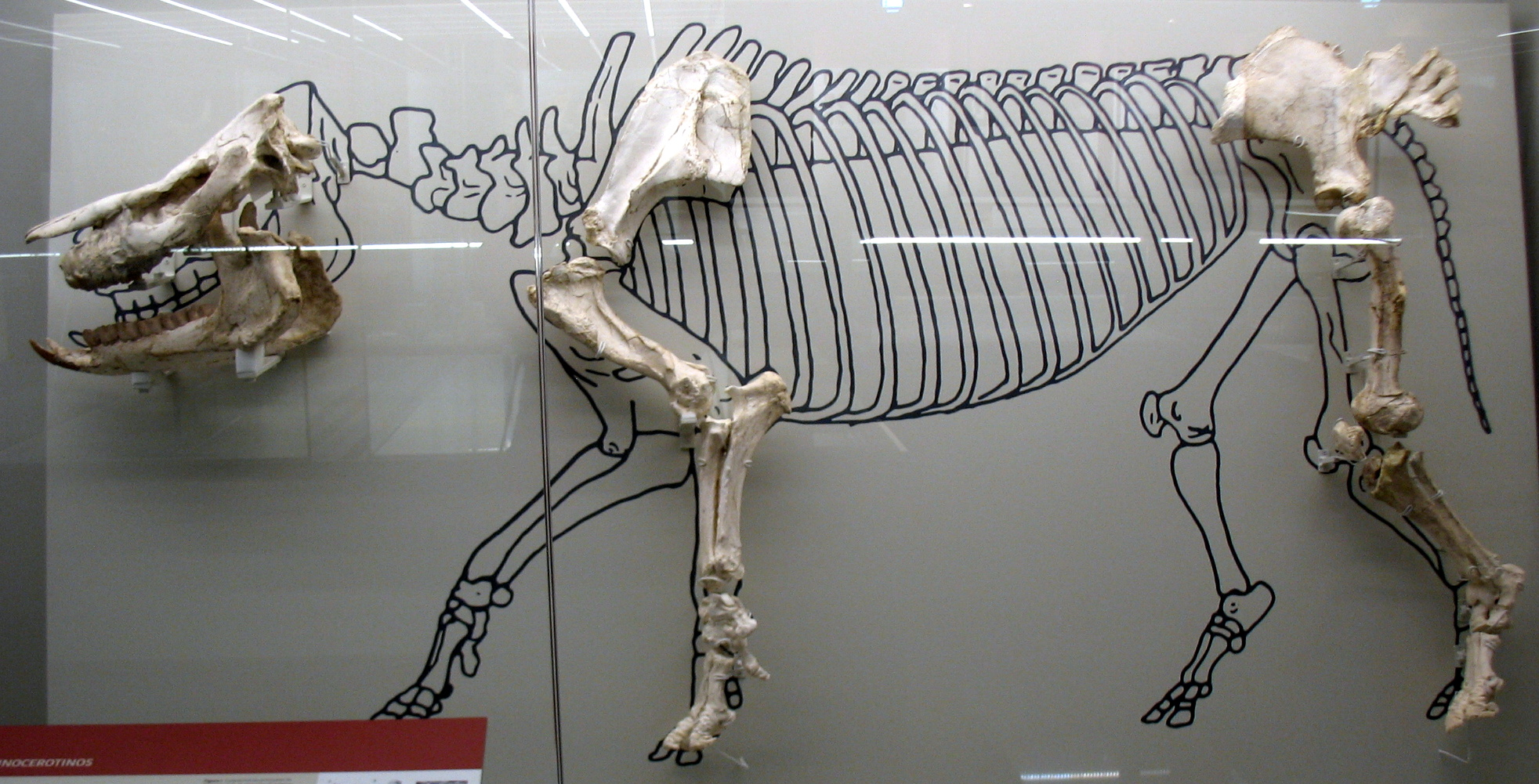
Muntatge de l'esquelet d'Aceratherium incisivum amb restes fòssils d'un únic individu trobats en connexió anatòmica. Museo Arqueológico Regional (MAR), Alcalá de Henares (Madrid), 2018
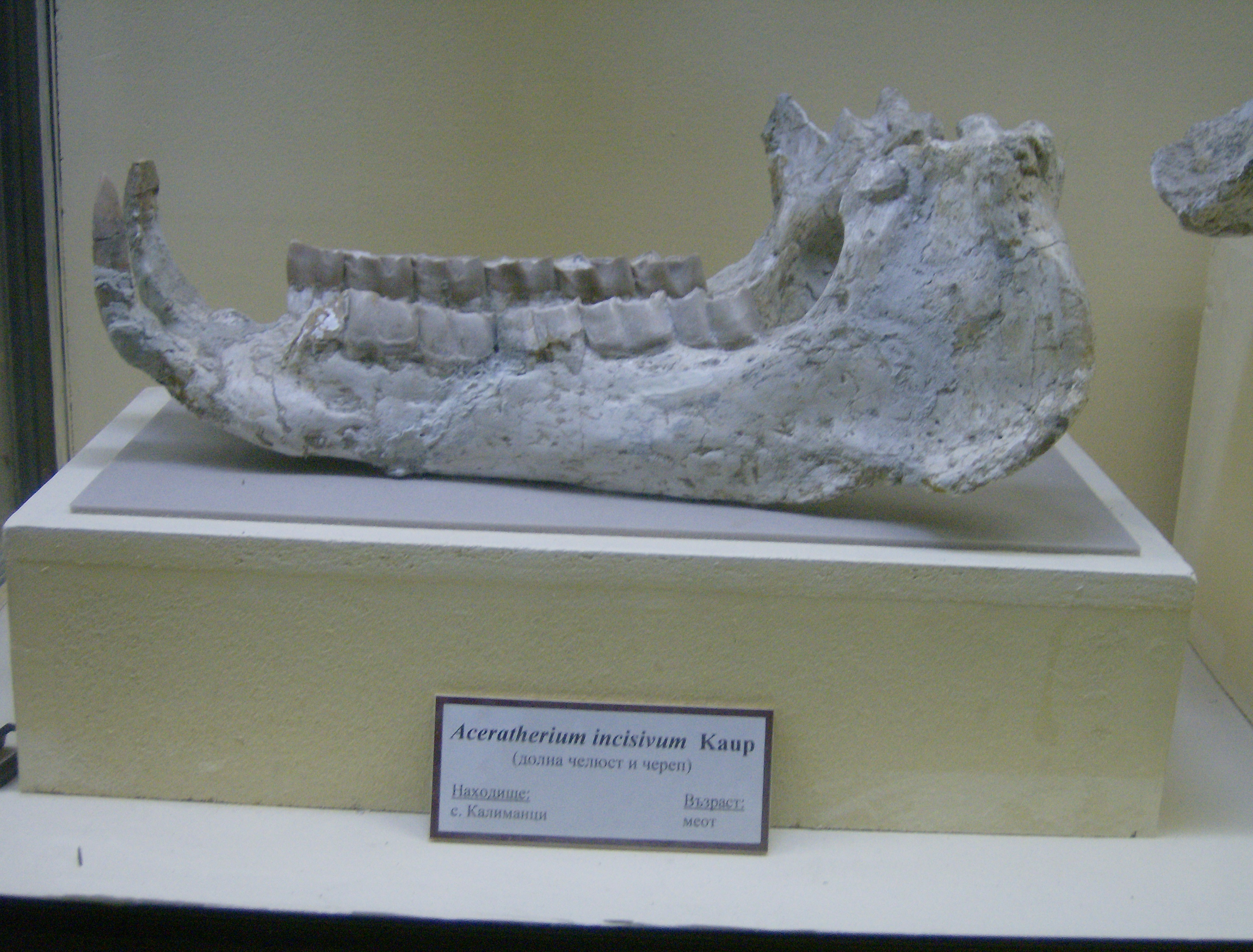
Maixella d'Aceratherium incisivum

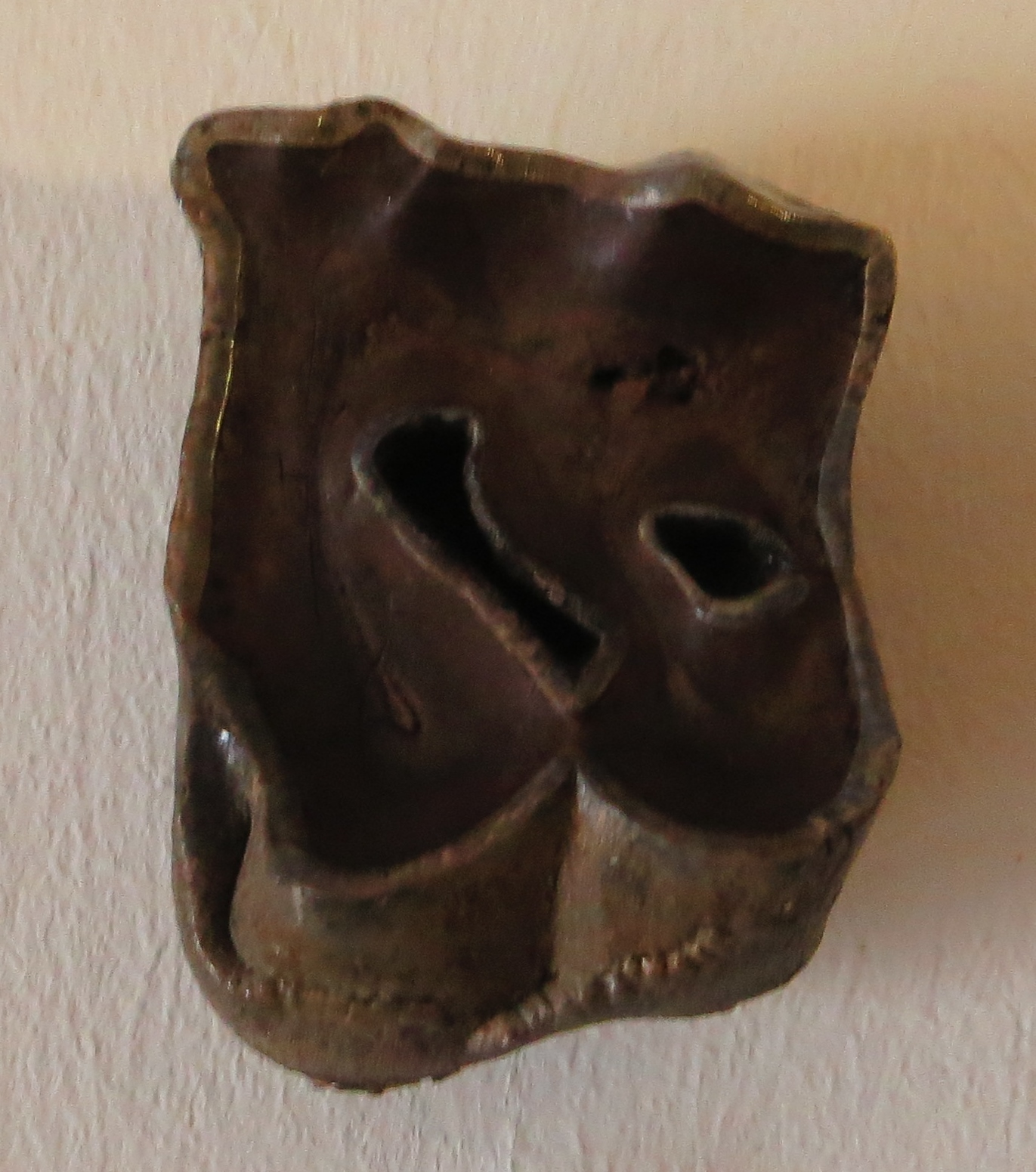
Molar d'Aceratherium incisivum
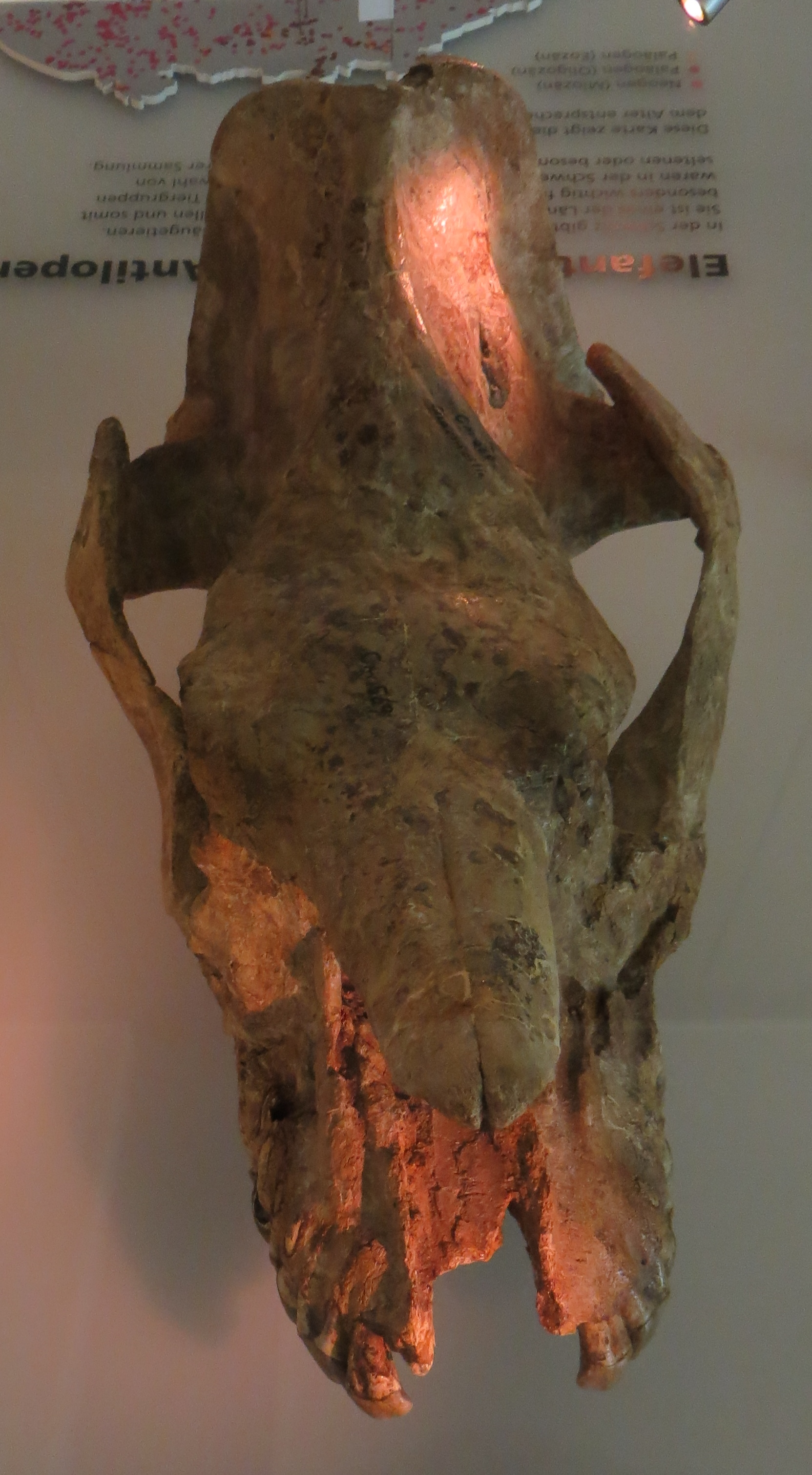
Crani d'Aceratherium incisivum
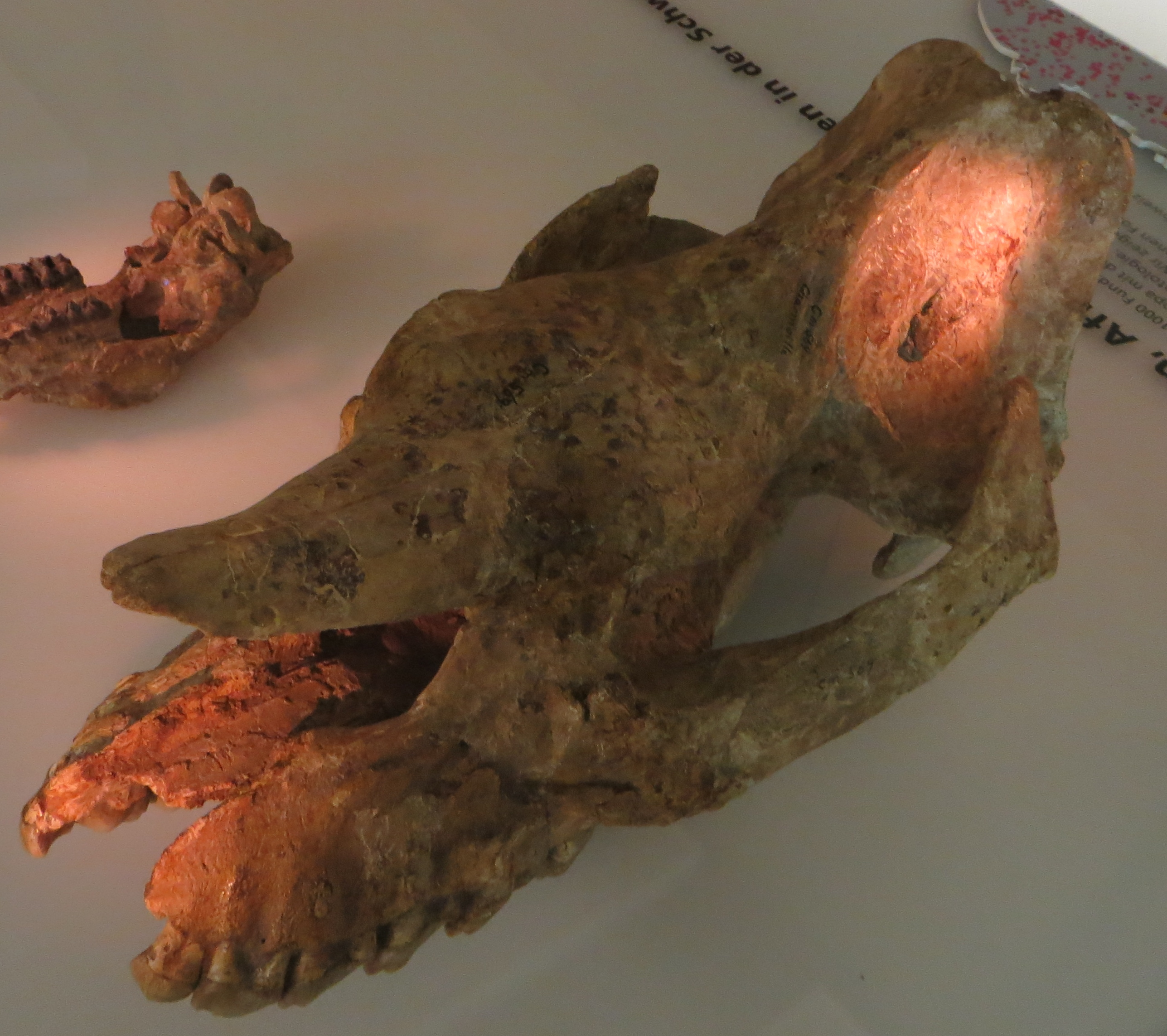
Crani d'Aceratherium incisivum